# 程天赋
程天赋（1935年7月—2021年5月11日），男，安徽凤阳人，中华人民共和国政治人物，无党派人士，曾任贵州省政协副主席，全国工商联常委。

## 生平
1958年毕业于四川财经学院工业经济系。1986年后，曾任黔南布依族苗族自治州人民政府副州长，贵州省工商业联合会主任委员、会长，全国工商联常委，贵州省政协副主席、省政协经济委员会主任委员等职。2007年2月退休。2021年5月11日21时20分在贵阳逝世。